# Auguste Crelinger

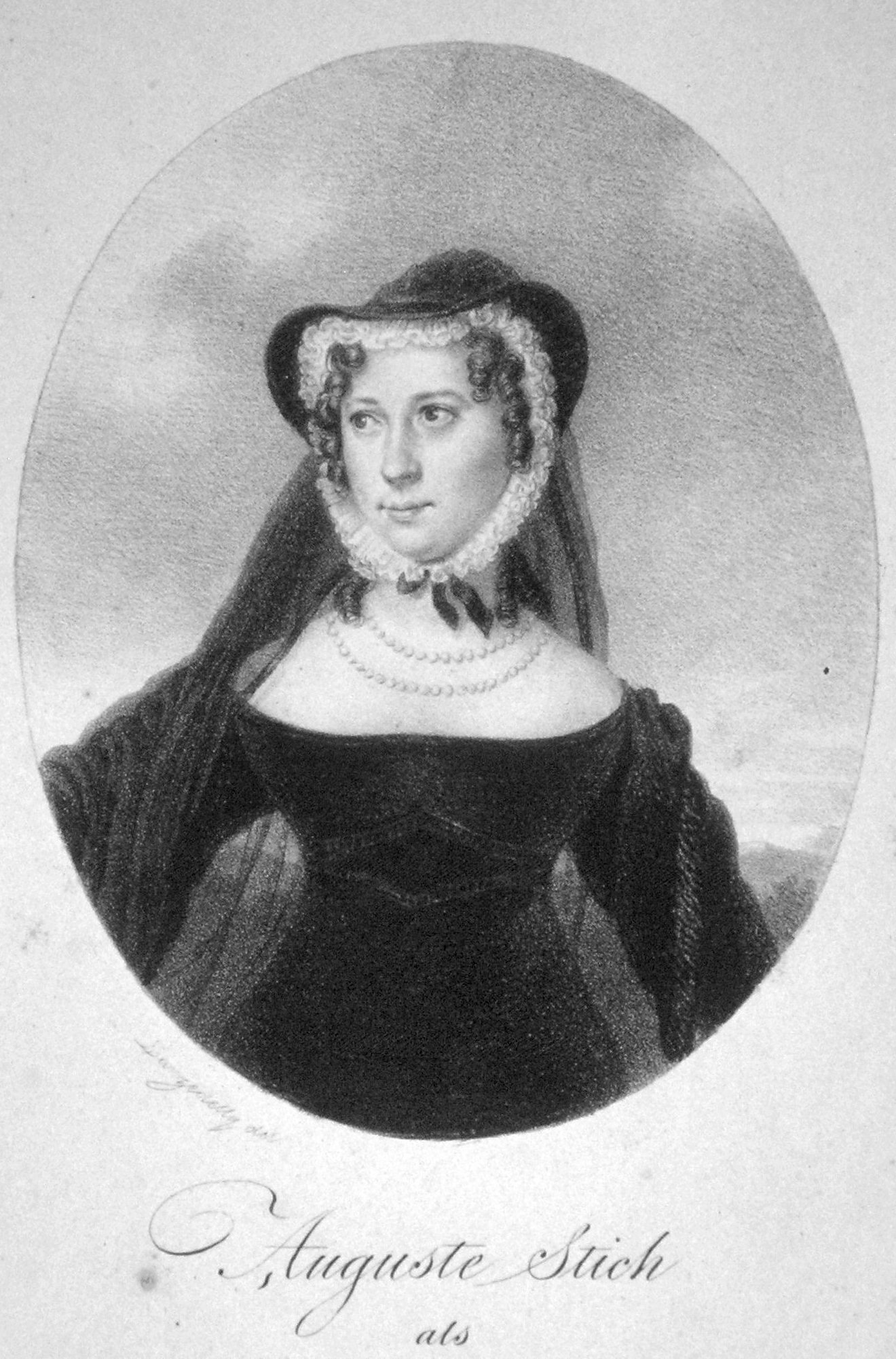
Auguste Crelinger-Stich, litografi av Josef Lanzedelli den äldre.

Auguste Crelinger, (född Düring), född 7 oktober 1795, död 11 april 1865, var en tysk skådespelerska.
Auguste Crelinger var 1812-1862 anställd vid kungliga teatern i Berlin, där hon med skönhet och ädel stil spelare dramahjältinnor som Medea, Lady Macbeth, Fedra, Ifigenia, Maria Stuart, prinsessan Eboli i Don Carlos och grevinnan Terzky i Wallenstein.